# Anacamptodes pseudoherse
Anacamptodes pseudoherse är en fjärilsart som beskrevs av Frederick H. Rindge 1966. Anacamptodes pseudoherse ingår i släktet Anacamptodes och familjen mätare. Inga underarter finns listade i Catalogue of Life.